# Tepehuanes
Tepehuanes é um município do estado de Durango, no México.